# Henry Collett
Henry Collett ( 6 de marzo de 1836 - 21 de diciembre de 1901) fue un oficial del ejército en la Compañía Británica de las Indias Orientales y botánico.
Había nacido en Thetford y estudiado en el Tonbridge School y en el Addiscombe College. Ingresa al ejército de Bengala en 1855, ascendiendo y pasando a teniente coronel en 1879. En la segunda guerra afgano-inglesa (1878–80) será general del cuartel general, en el equipo de Frederick Roberts, primer conde (earl) de Roberts. Fue ascendido a coronel en 1884, y hecho caballero comandante de la Orden de Bath en 1891, y de 1892 a 1893 comanda el Distrito de Peshawar con el rango de mayor-general. Se retira en 1893.
Collett fue un entusiasta botánico, recolectando plantas en Afganistán, Argelia, Birmania, Córcega, España (Canarias), India, Java. Fue hecho miembro de la Sociedad linneana de Londres en 1879. A su deceso estaba trabajando en un texto sobre la flora de Simla, publicándose póstumamente como Flora Simlensis en 1902.

## Honores

### Epónimos
- (Apocynaceae) Wrightia collettii Ngan[1]
- (Asclepiadaceae) Hoya collettii Schltr.[2]
- (Berberidaceae) Berberis collettii C.K.Schneid.[3]
- (Dioscoreaceae) Dioscorea collettii Hook.f.[4]
- (Eriocaulaceae) Eriocaulon collettii Hook.f.[5]
- (Euphorbiaceae) Antidesma collettii Craib[6]
- (Fagaceae) Lithocarpus collettii (King) A.Camus[7]

- La abreviatura «Collett» se emplea para indicar a Henry Collett como autoridad en la descripción y clasificación científica de los vegetales.[8]